# Urophora setosa
Urophora setosa
 es una especie de insecto del género Urophora de la familia Tephritidae del orden Diptera. 
Foote la describió científicamente por primera vez en el año 1987.